# Jacques Bretel
 (novembre 2024).
 (novembre 2024).
Pour les articles homonymes, voir Bretel.

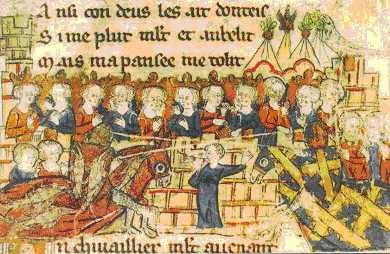
Le Tournoi de Chauvency en 1285.

Jacques Bretel ou Jacques Bretex, dont on ignore les dates de naissance et de décès, est un trouvère de langue française connu pour avoir écrit le Tournoi de Chauvency.
Sa seule œuvre connue, signée et datée, le Tournoi de Chauvency, est un long poème d’environ 4 500 vers qui raconte le déroulement d'un tournoi au cours de six journées de fêtes magnifiques données par le comte de Chiny, Louis V, en octobre 1285 à Chauvency-le-Château. C'est sans doute l'un des chefs-d'œuvre de la littérature française du Moyen Âge, et, en tous cas, l'un des meilleurs condensés de l'art courtois si brillant de cette époque.

## Bretel, ses origines
- Son origine n'est pas connue, mais son Tournoi de Chauvency, daté de 1285 et signé, est rédigé en vieux français mêlé de nombreuses formes dialectales de Lorraine occidentale. Maurice Delbouille pense que l'auteur, utilisant certains mots de vocabulaire ou des tournures linguistiques typiques, trahit qu'il vivait et composait dans le département actuel de la Meuse.

- D'autre part, célèbres ou inconnus, 11 des chevaliers mis en scène lors des 17 joutes décrites sont des 'Meusiens', qu'ils soient des rives de l'Ornain, de la Meuse, de la Loison ou de la Chières : Chardogne, Thil, Watronville, Creuë, Maizey, Murauvaux-Muraut, Âpremont (de Dun), Gevigney-Gviwini-Juvigny, Luxembourg-Ligny, Neuville (dont le frère Épaulart est mort), Looz-Chauvency… qui pourraient être des bienfaiteurs ou mécènes locaux de Bretel qui pérégrine dans toute la région. À cela s'ajoutent, cités de nombreuses fois, les seigneurs d'Ornes, de Cumières, Neuville, Boinville, Louppy, et, bien sûr, les Commercy, les Chiny, installés à Montmédy, et la famille de Bar. Parmi ces seigneurs figurent les quatre Pairs de Verdun, (Watronville, Creuë, Ornes et Muraut). D'ailleurs, dans l'invitation qu'il lance au début de son œuvre, Bretel nous montre clairement quelles familles il fréquente assidument: à l'exception des Luxembourg, toutes demeuraient dans la Meuse actuelle.

- Bretel, néanmoins, est peut-être originaire du Nord-Pas-de-Calais-Picardie. S'il ne fait pas de doute que Bretel se reconnaisse à son 'accent lorrain' et à ses 'expressions meusiennes' (comme vu précédemment, ce sont surtout des Lorrains et des 'Meusiens' qu'il célèbre), il signale pourtant qu'à la fête il est 'sans parents' (je i avoie pou parens). Il n'aurait donc pas de famille dans la région. De plus, chaque fois qu'il le peut, il applaudit les chevaliers d'Artois, du Hainaut et de Flandre. Et il loue et complimente particulièrement Madame de Luxembourg, Agnès de Florenville ou Madame d'Âpremont, originaires de ces régions. De même qu'il ne mentionne qu'un seul autre trouvère, digne d'éloges : Henri de Laon. Faut-il en conclure pour autant que notre 'trouvère meusien' venait du Nord de la France actuelle et était peut-être apparenté aux célèbres Bretel d'Arras?

- Bretel montre son amour des femmes tout au long de son poème. Autant que les chevaliers qu'il honore à toutes les pages de son ouvrage, Bretel célèbre les femmes. Elles sont partout présentes : dans les défilés, à cheval ou sur des charrettes, dans les tribunes, à table lors des festins, aux bals (danses et rondes), lors des concours de chants, sur scène lors des spectacles, toujours à rire, s'amuser, blaguer, faire du charme (grasillier) et inspirer leurs amoureux. Bretel se plait en leur compagnie, surprend leurs regards en coulisse, écoute leurs conversations amoureuses, improvise pour leur répondre en chansons, se retrouve au milieu d'elles sur les tribunes ou jusqu'au petit jour dans la 'chambre des dames'. Plus qu'un témoignage, le 'Tournoi' est un livre de culte à la gloire de la Femme et de l'Amour courtois.

- Poète connu et reconnu, il ne fait pas de doute que Jacques Bretel bénéficie d'une réputation flatteuse dans les différentes cours de Lorraine. Warnier de Hattatstatt le reconnait de loin, dès qu'il l'aperçoit. Henri de Salm s'honore de le recevoir à sa table et l'habille de vêtements princiers (cote, corset et houce verde, mouffles et chasperon forrei de bon fin vair). On l'accueille et le fête au château d'Avillers. À l'arrivée du comte de Blâmont, il se porte à sa rencontre et reconnait tous les chevaliers de son escorte. Les dames le connaissent, l'apprécient et recherchent sa compagnie. Henri de Briey l'interpelle familièrement et lui demande d'improviser le sermon du Pardon… Et les Chiny, qui désirent immortaliser leurs festivités du Tournoi, l'ont justement choisi parce qu'il est un des trouvères les plus réputés de la région à cette époque.

- Des écrits talentueux: Bretel, à lui seul, résume tout l'art de son époque et joue avec aisance de tous les registres. Souffle épique, accents lyriques, scènes allégoriques, allusions historiques, diatribes (contre les hérauts prétentieux), digressions philosophiques ou petit traité de bonnes manières (couplet sur la Courtoisie), commentaires techniques (considérations sur le profil psychologique du jouteur), renseignements héraldiques, sans compter une riche collection d'échos de chansons et de refrains galants : Jacques Bretel est capable de tout, sur tous les tons, et cela, avec une légèreté et une facilité déconcertante presque désinvolte, sans jamais en imposer ni poser.

- D'amors et d'armes et de joie est ma matiere. Dès les premiers vers, le ton est donné : 25 fois, le mot 'joie' résonnera en écho dans le poème de Bretel. Si l'on ajoute à ce mot, 'rire et sourire, se réjouir, s'amuser ou faire la fête', plus de 50 fois au cours du récit retentissent et bruissent éclats de rire et manifestations de liesse. Le comte de Salm rit ; Madame d'Âpremont, le comte de Luxembourg, Joffroi d'Âpremont, Joffroi d'Esch, Madame de Luxembourg aussi ! Tout le monde rit ! Joie, joyeux, joyeusement s'accordent avec chansons, chanter, être enchanté ! Et le reportage cascade de mots rapportés avec esprit, de discours drôles, d'incidents cocasses (quand deux hérauts se raillent et se battent comme des chiffonniers), de blagues (ainsi 'Je ne puis vous dire son écu, pour lors je ne m'en souviens plus…' est aussitôt infirmé et démenti par une description précise des armoiries dudit chevalier : 'De sa parure ce que je sais : plus noire que de l'encre, elle était, à l'exception de trois jumelles d'or fin. Elle était fort belle !'), de réflexions humoristiques où Bretel sourit de situations tragiques (chevaliers évanouis qui ne pensent guère à leur état, Dames applaudissant des scènes particulièrement violentes), ou de constats évidents (chevaliers 'blessés au corps et au visage : avec les armes s'en est l'usage !')… quand il ne rit pas de lui-même et de sa pusillanimité ('S'il fit bon coup qu'à lui se soit : mieux l'aimé-je pour lui que pour moi !')… Bien plus, tout le poème est un immense jeu de mots où Bretel nous invite à entrer pour nous faire participer à ces jeux si subtils et si fins sur les rimes, qui deviennent parfois calembours, prétextes à s'extasier, à sourire et à rire, et à partager sa joie. Son Tournoi de Chauvency, dont nous devenons tout à coup les témoins, est aussi un ouvrage plein d'humour.

- Un homme de cour, courtois: s'il est un merveilleux et vivant témoignage de ce qu'étaient des fêtes chevaleresques à la fin du XIIIe siècle, le 'Tournoi de Chauvency' est aussi un manuel précieux enseignant et renseignant en tout sur ce que doit être le comportement idéal d'un homme de cour accompli, cultivant jusqu'à la perfection bonnes manières et courtoisie. Aussi Bretel ne manque-t-il jamais l'occasion de donner un compliment ou de prendre fait et cause pour les dames des tribunes. Lors des joutes, il tait les noms des adversaires malchanceux et ne signale jamais ni vainqueur ni perdant. Dans la mêlée du tournoi, c'est à peine si l'on devine que le comte de Chiny a dû vider les étriers. Bretel ne signale que les belles actions et passe sous silence les défaites et les revers des seigneurs de la région, soucieux de ne point entacher leur réputation. Et c'est avec beaucoup d'élégance qu'il met en scène ses probables mécènes, célébrant leurs exploits, pour les remercier avec naturel de leur sollicitude et de leur protection… D'ailleurs, dans ses digressions, il lui arrive de disserter sur ces qualités de cœur qu'il place au plus haut et qu'il demande d'applaudir. Politesse exquise, grâce, délicatesse, amabilité naturelle, noblesse instinctive, extraordinaire force de sympathie et de séduction : Bretel les passe toutes en revue.

- Un témoin digne de foi. Tout en faisant son reportage sur ces extraordinaires journées de fête, Bretel glisse dans ses descriptions, aussi suggestives qu'impressionnistes, quantités d'indices et de renseignements qui donnent à son récit toute cette saveur du vrai, du vécu : informations météorologiques (températures, position du soleil, temps et heures) en partie invérifiables aujourd'hui, ou notations géographiques (relief, végétation, situation du terrain de Jeux) qui servent encore de preuves à ce jour. Ainsi parle-t-il des buis (à main senestre, vers le bois, entre quatre buisons de bois, vers et foillis, par terre espars) qui poussent toujours abondamment dans un seul endroit ici, entre Chauvency et Thonne-les-près… et des vieux murs (lez un viez mur, au chef del meis) qui sont encore en grande partie en place à flanc de coteau là-même où se jouait le tournoi. Comme il le signale, il suffit de tourner la tête pour voir le bon chastel vers Monmaidi… Les hauteurs et la vallée (la montaigne, pui et val, la plainne), les bois et le buis, des vieux murs : chemin de fer, routes, lotissements et terrains agricoles modernes ont beaucoup modifié ou bouleversé les lieux, mais il est toujours possible de localiser le 'champ de joutes et du tournoi'.

## Bretel et son destin
- Formidable outil de communication à la gloire des Luxembourg, qu'il célèbre par-dessus tout, l'ouvrage de Bretel, écrit vers 1285, sombra dans l'oubli après le désastre de Worringen, en juin 1288. Et Jacques Bretel disparait de la scène en même temps que l'ambitieux Lion qui rêvait de couronne impériale. Les manuscrits originaux ayant disparu, il ne reste plus aujourd'hui que les copies incomplètes et plus tardives de Mons, d'Oxford et des débris de texte à Reims.

- Cependant au siècle suivant, un certain Jakemes glisse dans son Roman du châtelain de Coucy et de la dame de Fayel de nombreux vers tirés tels quels du Tournoi de Chauvency, preuve que l'œuvre de Bretel avait connu un certain succès dans les cours féodales… Mais les fêtes de Chauvency s'oublient.

- Au milieu du XVIe siècle, François le Gournaix de Metz lègue sa bibliothèque à son beau-frère, Michel Chaverson, maitre-échevin. Parmi ses livres se trouve 'ung petit livre en parchemin escript en lettres de forme, appeléz Cassamus, avec plusieurs aultres histoires, couverts d'une pel noire'. C'est ce manuscrit qui appartient aujourd'hui à la Bibliothèque bodléienne d'Oxford.

- En 1637, Jérôme Van Winghe, chanoine à la cathédrale de Tournai, lègue à la bibliothèque du Chapitre ses livres parmi lesquels se trouve 'un Livre en vieux Vers François de quelques Ioustes et Festins, faictes à Chauency en Bourgoigne dont est autheur Iean Breter, qui commença le liure en l'an 1285, à Saumes en Ausay'. C'est ce manuscrit qui se trouve actuellement à la Bibliothèque de Mons.

- En 1835, paraissent les premiers travaux de recherches de l'érudit Philibert Delmotte, bibliothécaire de la ville de Mons, sous le titre 'Les Tournois de Chauvenci, donnés vers la fin du XIIIe siècle, décrits par Jacques Bretex. 1285.'

- En 1861, Paul Meyer découvre à la Bibliothèque de Reims des fragments de texte du Tournoi, utilisés comme feuillets de garde du 'Liber Viaticus de Medicina', œuvre du XIIIe siècle.

- En 1881, ce même Paul Meyer publie dans la Romania t.X, la fin du poème découverte en 1868 dans le manuscrit d'Oxford. Sa correspondance avec le bibliothécaire de Liège montre que les deux savants envisagent de collaborer pour donner une nouvelle édition complète et annotée du Tournoi… mais ce projet, à l'état d'ébauche, reste dans les cartons et ne se réalisera pas.

- En 1898, Gaëtan Hecq publie à Mons 'Jacques Bretex ou Bretiaus. Le Tournoi de Chauvency' enrichi d'un supplément en 1901 où figurent la finale d'Oxford (qu'il ignorait jusqu'alors) et les bribes du manuscrit de Reims.

- En 1932, Maurice Delbouille, enseignant à l'Université de Liège, publie son édition critique d'après le manuscrit de Mons dont les lacunes sont comblées et complétées par celui d'Oxford : 'Jacques Bretel. Le Tournoi de Chauvency'

- En 1950, dans 'Scènes de la Vie en France au Moyen Âge' (Abbaye Saint Wandrille. Éditions Fontenelle), Gustave Cohen illustre par des textes (Louis IX en Égypte en 1248 ; Capitulation de Calais en 1347 ; Procès de Jeanne d'Arc) les évènements de cette époque et, donnant en exemple les fêtes de Chauvency, adapte très librement le poème de Jacques Bretel à partir du vers 3073. Dans la réédition de son livre (ici consultée), chez Fernand Lanore, en 1964, sont cités 123 vers du 'Tournoi', amalgamant différents épisodes du Jeudi, avec de nombreuses lacunes.

- En juin 1993, le Collège de Montmédy, dans une grande exposition sur "l'Histoire de Montmédy, des Trévires à la Ligne Maginot", remet en scène et à l'honneur le 'Tournoi de Chauvency'. Projet réalisé par les classes 'Patrimoine', sous la conduite de Daniel Garrot et de la documentaliste Michèle Henriot, principalement.

- En 1997, Dominique Henriot-Walzer publie une traduction du texte intégral, en vers octosyllabiques et rimés : 'Jacques Bretel. Le Tournoi de Chauvency. 1285.'

- En 2007, l'Université de Metz Paul-Verlaine organise un colloque international de trois journées 'Autour du Tournoi de Chauvency' et Anne Azéma et Francesca Lattuada présentent à l'Arsenal de Metz un spectacle-ballet moderne intitulé 'Le Tournoi de Chauvency'. Cependant en cours de représentation l’œuvre de Bretel n'est pas mentionnée.

- Vite oubliée après les fêtes de Chauvency et les deuils de Worringen et Courtrai, l'œuvre de Bretel, redécouverte à l'époque romantique (qui remit à la mode styles gothique et troubadour), restait cependant inaccessible au commun des lecteurs et totalement ignorée du public. Le souvenir en avait disparu sur les lieux mêmes de ce tournoi. Écrite en vieux français du XIIIe siècle, elle n'intéressait tout au plus que quelques érudits curieux de mœurs médiévales. La traduction moderne qui en a été faite en 1997, calquée sur l'œuvre de 1285, imitant vers et rimes, reproduisant rythme et cadence, sons et formules, donne un aperçu de ce que devait être l'original.

## Bretel dans le texte
- A/Et (130/903/976/1575/1929):
- Barriaus/Borriaus/Bourel (1438/1621/1914):
- Charnier (688):
- Chieus (2096):
- Clopiaus (2539):
- Degorgener (3764):
- Desrochier (1575):
- Dist (1456):
- Enarchier (1576):
- Enpur le cors (4262):
- Froer/Defroer (1150/1438/1621/1915):
- Grassillier (790/4303):
- Guiwini (1774):
- Hachet li chevalier (2095):
- Lutiere (3864):
- Malcon (2597):
- Plache (2095):
- Preus/Prous (1201/1202/3275/3276):
- Se (1690):
- Sest (1202):
- Vi (453/456/1455/1456):

## Sources
- Jacques Bretel, Le Tournoi de Chauvency, 1285 (manuscrits de Mons MS 330-215 et d'Oxford MS Douce 308). C'est, en l'absence de tout autre témoignage, son œuvre qui permet de connaitre sa personnalité et ses goûts.
- Maurice Delbouille, Le Tournoi de Chauvency.
- Dominique Henriot-Walzer, Dictionnaire du Tournoi de Chauvency, 1285 (ouvrage à paraître).